# Cantón de Moyenneville
El cantón de Moyenneville era una división administrativa francesa, que estaba situada en el departamento de Somme y la región de Picardía.

## Composición
El cantón estaba formado por catorce comunas:
- Acheux-en-Vimeu
- Béhen
- Cahon
- Chépy
- Ercourt
- Feuquières-en-Vimeu
- Grébault-Mesnil
- Huchenneville
- Miannay
- Moyenneville
- Quesnoy-le-Montant
- Saint-Maxent
- Tœufles
- Tours-en-Vimeu

## Supresión del cantón de Moyenneville
En aplicación del Decreto nº 2014-263 de 26 de febrero de 2014, el cantón de Moyenneville fue suprimido el 22 de marzo de 2015 y sus 14 comunas pasaron a formar parte; once del nuevo cantón de Abbeville-2 y tres del nuevo cantón de Gamaches.